# Tschinara Aidarbekowa
Tschinara Askarbekowna Aidarbekowa (kirgisisch Чинара Аскарбековна Айдарбекова; * 11. März 1970 in Leninpol) ist eine kirgisische Juristin. Sie ist seit 2022 Richterin am Verfassungsgericht der Kirgisischen Republik.

## Leben und Wirken
Aidarbekowa studierte Rechtswissenschaften an der Kirgisischen Staatlichen Universität, wo sie 1992 ihren Abschluss machte. Anschließend arbeitete sie als Sekretärin der Verwaltungskommission des Stadtrates von Bischkek. 1997 wechselte sie als Hauptspezialistin zum Staatlichen Eigentumsfonds der Kirgisischen Republik. Ein Jahr später wurde sie leitende Beraterin in der Gesetzgebenden Versammlung des Dschogorku Kengesch, dem Parlament der Kirgisischen Republik. Wiederum ein Jahr später wurde sie die leitende Rechtsberaterin und Projektmanagerin beim Commercial Law Development Project der USAID. 2000 erwarb sie eine postgradualen Abschluss in Öffentlicher Verwaltung an der Akademie für Management unter dem Präsidenten der Kirgisischen Republik. Diesen Abschluss nutzte sie ab 2005 und unterrichtete in Postgraduierten- und anderen nationalen Bildungsprogrammen am Zentrum für Magistratur der Kirgisischen Staatlichen Rechtsakademie. 2007 wechselte sie als Leiterin der Justizabteilung in die Regionalverwaltung des Oblus Tschüi. Gleichzeitig fungierte sie als Leiterin der Hauptabteilung für die Entwicklung normativer Rechtsakte und die Prüfung von Gesetzesentwürfen im kirgisischen Justizministerium. Ab 2013 war sie Richterin in der Verfassungskammer der Kirgisischen Republik.
Am 7. Dezember 2022 wurde Aidarbekowa zur Richterin des Verfassungsgerichts der Kirgisischen Republik gewählt.
Aidarbekowa ist verheiratet und Mutter von vier Kindern.